# Леймувирта, Эркки
Эркки Олави Леймувирта (фин. Erkki Olavi Leimuvirta; р. 26 ноября 1935) — финский гимнаст, призёр Олимпийских игр.
Эркки Олави Леймувирта родился в 1935 году в Хельсинки. В 1956 году в составе финской команды завоевал бронзовую медаль Олимпийских игр в Мельбурне. В 1960 году принял участие в Олимпийских играх в Риме, но медалей не завоевал.